# Bloodshed (filme)

Bloodshed é um filme de terror produzido nos Estados Unidos e lançado em 2005.